# Manuela Zinsberger
Manuela Zinsberger (født 19. oktober 1995) er en østrigsk fodboldspiller, der spiller for Arsenal i den engelske FA WSL.

## Resultater
SV Neulengbach
- ÖFB-Frauenliga: Vinder 2010, 2011, 2012, 2013
- ÖFB Ladies Cup: Vinder 2010, 2011, 2012

Bayern München
- Bundesliga: Vinder 2014–15, 2015–16